# Arnolfo III di Boulogne
Arnolfo III di Boulogne (... – 990 circa) fu conte di Boulogne  dal 972 alla sua morte.

## Origine
Era l'unico figlio del Conte di Boulogne, Arnolfo II e di sua moglie di cui non si conoscono né il nome né gli ascendenti. Suo prozio, il fratello di suo nonno, Adalolfo di Fiandra era il conte di Fiandra, Arnolfo I, come viene confermato dal Cartulaire de l'abbaye de Saint-Bertin, mentre il conte di Fiandra, anche lui, Arnolfo (Arnolfo II), era suo cugino.

## Biografia
Quando suo padre, Arnolfo II, nel 972 circa, morì Arnolfo gli succedette come Arnolfo III, in quanto unico erede legittimo dei titoli di suo padre. In quell'anno viene citato come figlio di Arnolfo II, nella Lamberti Ardensts Historia Comitum Ghisnensium
Di Arnolfo III di Boulogne non si conosce la data esatta della morte.

## Matrimonio e discendenza
Arnolfo III di Boulogne ebbe una moglie non si conoscono né il nome né gli ascendenti che gli diede tre figli:
- Baldovino († 990), conte di Boulogne
- Arnolfo
- un terzo figlio maschio

## Ascendenza
|                         |   |                    | Genitori          |  |  | Nonni |  |  | Bisnonni                |  |  | Trisnonni              |  |
|                         |   |                    |                   |  |  |       |  |  | Baldovino II di Fiandra |  |  | Baldovino I di Fiandra |  |
|                         |   |                    |                   |  |  |       |  |  | Baldovino II di Fiandra |  |  | Baldovino I di Fiandra |  |
|                         |   | Giuditta           |                   |  |  |       |  |  | Baldovino II di Fiandra |  |  |                        |  |
| Adalolfo di Fiandra     |   |                    |                   |  |  |       |  |  | Baldovino II di Fiandra |  |  |                        |  |
|                         |   | Elfrida del Wessex | Alfredo il Grande |  |  |       |  |  |                         |  |  |                        |  |
|                         |   | Elfrida del Wessex | Alfredo il Grande |  |  |       |  |  |                         |  |  |                        |  |
|                         |   | Elfrida del Wessex | Ealhswith         |  |  |       |  |  |                         |  |  |                        |  |
| Arnolfo II di Boulogne  |   | Elfrida del Wessex |                   |  |  |       |  |  |                         |  |  |                        |  |
|                         |   | …                  | …                 |  |  |       |  |  |                         |  |  |                        |  |
|                         |   | …                  | …                 |  |  |       |  |  |                         |  |  |                        |  |
|                         |   | …                  | …                 |  |  |       |  |  |                         |  |  |                        |  |
| …                       |   | …                  |                   |  |  |       |  |  |                         |  |  |                        |  |
|                         |   | …                  | …                 |  |  |       |  |  |                         |  |  |                        |  |
|                         |   | …                  | …                 |  |  |       |  |  |                         |  |  |                        |  |
|                         |   | …                  | …                 |  |  |       |  |  |                         |  |  |                        |  |
| Arnolfo III di Boulogne |   | …                  |                   |  |  |       |  |  |                         |  |  |                        |  |
|                         | … | …                  |                   |  |  |       |  |  |                         |  |  |                        |  |
|                         | … | …                  |                   |  |  |       |  |  |                         |  |  |                        |  |
|                         | … | …                  |                   |  |  |       |  |  |                         |  |  |                        |  |
| …                       | … |                    |                   |  |  |       |  |  |                         |  |  |                        |  |
|                         |   | …                  | …                 |  |  |       |  |  |                         |  |  |                        |  |
|                         |   | …                  | …                 |  |  |       |  |  |                         |  |  |                        |  |
|                         |   | …                  | …                 |  |  |       |  |  |                         |  |  |                        |  |
| …                       |   | …                  |                   |  |  |       |  |  |                         |  |  |                        |  |
|                         |   | …                  | …                 |  |  |       |  |  |                         |  |  |                        |  |
|                         |   | …                  | …                 |  |  |       |  |  |                         |  |  |                        |  |
|                         |   | …                  | …                 |  |  |       |  |  |                         |  |  |                        |  |
| …                       |   | …                  |                   |  |  |       |  |  |                         |  |  |                        |  |
|                         |   | …                  | …                 |  |  |       |  |  |                         |  |  |                        |  |
|                         |   | …                  | …                 |  |  |       |  |  |                         |  |  |                        |  |
|                         |   | …                  | …                 |  |  |       |  |  |                         |  |  |                        |  |
|                         |   | …                  |                   |  |  |       |  |  |                         |  |  |                        |  |

### Fonti primarie
- (LA) Cartulaire de l'abbaye de Saint-Bertin..
- (LA) Monumenta Germaniae Historica, Scriptores, tomus XXIV (archiviato dall'url originale l'11 marzo 2016)..

### Letteratura storiografica
- (EN) Europäische Stammtafeln:Tables of Contents for volumes 1-23 (PDF) [collegamento interrotto], su cybrary.uwinnipeg.ca.